# Схунартс, Маттиас
Ма́ттиас Сху́нартс (Матиас Шонартс) (нидерл. Matthias Schoenaerts; род. 8 декабря 1977, Антверпен, Бельгия) — бельгийский актёр телевидения и кино. Сын актёра Жюльена Схунартса. Наибольшую известность принесли роли в фильмах «Лофт», «Быкоголовый», «Ржавчина и кость».

## Биография
Маттиас Шонартс родился 8 декабря 1977 года в Антверпене. Начал выступать на сцене ещё в детстве — вместе со своим отцом Жюльеном Схунартсом он играл в спектакле «Маленький принц». В возрасте 15 лет дебютировал в кино, снявшись в номинированном на премию «Оскар» бельгийском фильме Daens. После окончания Антверпенской академии драматических искусств, принимал участие в съёмках нескольких картин. В 2008 году он снялся в бельгийском триллере «Лофт», который стал самой успешной картиной в национальном прокате.
Всемирную известность ему принесла главная роль в криминальной драме Михаэля Р. Роскама «Бычара» («Быкоголовый»), номинированной на премию «Оскар» в категории «лучший фильм на иностранном языке» в 2012 году. За эту работу Схунартс получил премию FIPRESCI в номинации «лучший актёр» на международном кинофестивале в Палм Спрингс, премию «лучший актёр» на кинофестивале в Остине и премию Acting Award Prize от Американского института кинематографии AFI.
В 2011 году Маттиас Схунартс принял участие в съёмках картины «Ржавчина и кость», французского режиссёра Жака Одиара.

## Фильмография
| Год  |    | Русское название           | Оригинальное название      | Роль                      |
| ---- | -- | -------------------------- | -------------------------- | ------------------------- |
| 1993 | ф  | Данс                       | Daens                      | Wannes Scholliers         |
| 1999 | мф | Тобиас Тоц и его лев       | Tobias Totz und sein Lowe  | озвучивание               |
| 2001 | ф  | Патруль 101                | Flikken                    | Jens Goossens             |
| 2002 | ф  | Девочка                    | Meisje                     | Оскар                     |
| 2006 | ф  | Чёрная книга               | Zwartboek                  | Joop                      |
| 2008 | ф  | Лофт                       | Loft                       | Филипп Уильямс            |
| 2010 | ф  | Свора                      | La meute                   | Le Gothique en toc        |
| 2011 | ф  | Быкоголовый                | Rundskop                   | Джеки Ванмарсениль        |
| 2012 | ф  | Ржавчина и кость           | De rouille et d'os         | Али                       |
| 2013 | ф  | Кровные узы                | Blood Ties                 | Энтони Скарфо             |
| 2014 | ф  | Общак                      | The Drop                   | Эрик Дидс                 |
| 2014 | ф  | Лофт                       | The Loft                   | Филипп Уильямс            |
| 2014 | ф  | Версальский роман          | A Little Chaos             | Андре Ленотр              |
| 2015 | ф  | Французская сюита          | Suite Française            | Бруно фон Фальк           |
| 2015 | ф  | Вдали от обезумевшей толпы | Far from the Madding Crowd | Габриэль Оак              |
| 2015 | ф  | Девушка из Дании           | The Danish Girl            | Ханс Аксгил               |
| 2015 | ф  | Телохранитель              | Maryland                   | Винсент                   |
| 2015 | ф  | Большой всплеск            | A Bigger Splash            | Пол                       |
| 2016 | с  | Льюис и Кларк              | Lewis and Clark            | Уильям Кларк              |
| 2017 | ф  | Страсть и верность         | Le Fidèle                  | Джино «Джиджи» Ваноирбек  |
| 2017 | ф  | Наши души по ночам         | Our Souls at Night         | Джин                      |
| 2018 | ф  | Красный воробей            | Red Sparrow                | Иван Дмитриевич Егоров    |
| 2018 | ф  | Курск                      | Kursk                      | Михаил Аверин             |
| 2018 | ф  | Верные враги               | Frères ennemis             | Мануэль Марко             |
| 2019 | ф  | Тайная жизнь               | A Hidden Life              | капитан Гердер            |
| 2019 | ф  | Мустанг                    | The Mustang                | Роман                     |
| 2019 | ф  | Прачечная                  | The Laundromat             | Мэйвуд                    |
| 2020 | ф  | Бессмертная гвардия        | The Old Guard              | Букер / Себастьян Ле Ливр |
| 2020 | ф  | Кровные братья             | Brothers by Blood          | Питер Флуд                |
| 2022 | ф  | Амстердам                  | Amsterdam                  | Лем Гетвиллер             |
| 2023 | с  | Джанго                     | Django                     | Джанго                    |
| 2024 | с  | Режим                      | The Regime                 | Герберт Зубак             |
| 2025 | ф  | Бессмертная гвардия 2      | The Old Guard 2            | Букер / Себастьян Ле Ливр |
| 2026 | ф  | Супергёрл                  | Supergirl                  | Крем с Жёлтых холмов      |
|      | ф  | Путь ветра                 | The Way of the Wind        | Апостол Пётр              |

## Награды и номинации
- 2011 — победитель в номинации «Герои» за роль в картине «Бычара», кинофестиваль «2-in-1» (Москва), вручён Нанук Леопольд
- 2012 — премия FIPRESCI в номинации «лучший актёр» на международном кинофестивале в Палм Спрингс, за роль в картине «Бычара»
- 2012 — премия «лучший актёр» на кинофестивале в Остине, за роль в картине «Бычара»
- 2012 — премия Acting Award Prize от Американского института кинематографии AFI, за роль в картине «Бычара»